# Isis Pogson
Isis Pogson (nacida como Elizabeth Isis Pogson) (Oxford, 28 de septiembre de 1852 – Croydon, 14 de mayo de 1945) fue una astrónoma y meteoróloga británica. En 1886 llegó a ser la primera mujer propuesta para acceder a la Real Sociedad Astronómica, admitida finalmente en 1920.

## Biografía
Pogson nació en Oxford, Inglaterra. Fue la hija mayor de Norman Pogson en su primer matrimonio con Elizabeth Jane Ambrose (fallecida en 1869). Probablemente su nombre provenga del Río Isis, parte del Río Támesis que fluye por Oxford.
Su padre, Norman Pogson descubrió el asteroide 42 Isis el 23 de mayo de 1856. Al asteroide le puso nombre el profesor Manuel John Johnson, director del Observatorio Radcliffe, presumiblemente en su honor, o en referencia al Río Isis. Al ser nombrado director del Observatorio Madras, en Madras (India) en octubre de 1860 viajaron con su madre y tres de sus once criaturas. Isis asumió el cuidado de sus hermanas y hermanos cuando murió su madre en 1869.
Se casó con Herbert Clement Kent, capitán en el Mercader Navy, el 17 de agosto de 1902 en Cerro Rojo, Queensland, Australia. Regresaron a Inglaterra y vivieron en Bournemouth. Pogson murió en Croydon.

## Trayectoria
Trabajó en la India como ayudante de su padre. En 1873 ocupó el puesto de computadora en el observatorio con el salario de 150 rupias, equivalente a un "cocinero o entrenador", y trabajó allí durante 25 años hasta que se retiró con una pensión de 250 rupias en 1898, cuando el observatorio cerró. Estuvo al servicio del gobierno de Madras desde 1881 como superintendente meteorológica y reportera.
Pogson fue la primera mujer candidata a una plaza de membresía en la Real Sociedad Astronómica, siendo nominada (sin éxito) por su padre y dos miembros más en 1886. A pesar de que la sociedad había elegido unas cuantas mujeres como miembras honorarias, todos los socios habían sido hombres hasta entonces. Su nombramiento se descartó cuándo dos abogados consideraron que la presencia de mujeres no era legal, con el argumento de una carta de la sociedad de 1831, la cual se refería a los socios solo con el pronombre "él" En 1920 el profesor H. H. Turner de Oxford la propuso y fue finalmente admitida, cuatro años después de que la Sociedad Astronómica Real abriera sus puertas a mujeres.